# Vertikální integrace

Vertikální integrace mezi ostatními druhy integrace.

Vertikální integrace je v mikroekonomice a managementu proces, který převádí dodavatelský řetězec (supply-chain) společnosti do jejího vlastnictví. Obvykle každý článek dodavatelského řetězce vyrábí různý výrobek nebo pro trh specifickou službu a tyto produkty a služby se zkombinují pro pokrytí potřeb zákazníka. Vertikální integrace tyto produkty a služby sjednocuje po ekonomické a manažerské stránce. Jejím protikladem je horizontální integrace, kdy společnost vyrábí produkty (nebo poskytuje služby), které mají vztah jedna k druhé.

## Typy vertikální integrace
- Zpětná vertikální integrace přebírá předchozí články dodavatelského řetězce – ty, které vstupují do dosavadního podnikání společnosti. Například, firma, která vyrábí plastové zboží, si buď postaví nebo koupí závod pro výrobu plastických hmot.
- Dopředná vertikální integrace přebírá následující články dodavatelského řetězce. Například pivovar, který začne provozovat síť hospod a restaurací, kde servíruje vyrobené pivo.
- Disintermediace je forma takové vertikální integrace, ve které firma „odřízne prostředníka“ a převezme funkci výrobce i velko- a maloobchodního dodavatele. Za příklad tohoto typu se dávají outlety.

## Výhody
- nižší transakční náklady
- synchronizace nabídky a dodávky napříč produktovou řadou
- nižší tržní nejistota → vyšší potenciál investování
- strategická nezávislost na převzatých článcích dodavatelského řetězce
- odstranění mezipodnikové marže
- lepší příležitosti investičního růstu
- nižší spotřebitelské ceny

## Nevýhody
- ztráta modularity a nezávislosti na nabytých článků dodavatelského řetězce
- větší složitost a náročnost řízení firmy
- možná monopolizace trhu a manipulace cen